# Loi Falloux
Lire en ligne

Texte sur Wikisource

La loi Falloux, portant sur l'instruction publique et promulguée sous la IIe République, porte le nom du ministre de l'Instruction publique Alfred de Falloux.
Promulguée le 15 mars 1850, elle aborde tous les aspects de l’enseignement, à l'exception du supérieur, mais est surtout connue par ses dispositions sur la liberté d'enseignement laissant une place ample à l'enseignement confessionnel.

## Adoption de la loi

### Débats sur la liberté de l'enseignement et objectifs de la loi

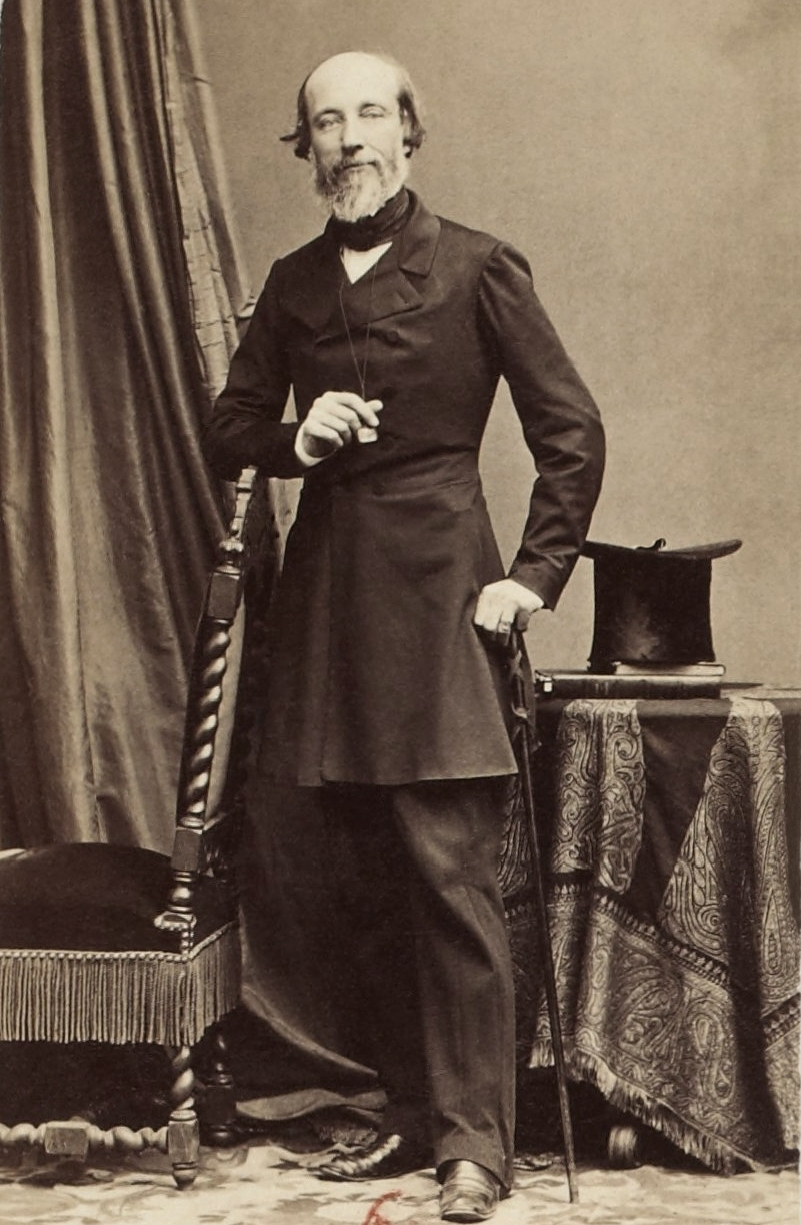
Alfred de Falloux, initiateur de la loi qui porte son nom, v. 1860.

La loi Falloux étend, dix-sept ans après, la loi Guizot de 1833, qui indiquait notamment, dans ses articles 9 et 10 : 
- Toute commune est tenue, soit par elle-même, soit en se réunissant à une ou plusieurs communes voisines, d'entretenir au moins une école primaire élémentaire. [...]
- Les communes chefs-lieux de département, et celles dont la population excède six mille âmes, devront avoir en outre une école primaire supérieure.

Elle s'inscrit dans les importantes évolutions de l'enseignement depuis la Révolution. L’instruction est un important enjeu de débats politiques. En effet, à partir de la Révolution, l'État s'intéresse de plus en plus à l'instruction de la jeunesse. Or les catholiques s'inquiètent de la diffusion de la pensée des Lumières et des idées socialistes et accusent l'école de la favoriser. Ils préfèreraient que l'enseignement reprenne les bases et les méthodes de l'Ancien Régime. Ils visent donc à infléchir l'enseignement en ce sens. 
La Restauration avait partiellement satisfait les catholiques. Ce régime avait déjà un peu assoupli le système de monopole de l'Université impériale, et surtout tendait à tolérer les congrégations, même non autorisées. D'autre part, avec le poids plus grand des évêques dans ses instances, elle fait évoluer les programmes dans un sens plus religieux.
La situation change sous la monarchie de Juillet : le nouveau régime étant beaucoup moins attaché à la religion catholique, l'enseignement se montre moins lié par celui-ci. La loi Guizot de 1833 donnait partiellement satisfaction aux partisans de la liberté d'enseignement en autorisant les particuliers à organiser des écoles primaires, ces écoles étant obligatoires dans les communes de plus de 500 habitants. Elle conservait tout l'enseignement secondaire et supérieur sous la dépendance de l'Université. Guizot généralisait aussi les écoles normales (une par département), destinées à former les instituteurs, mais que les conservateurs suspectent de diffuser des idées socialistes et anticléricales.
Après la Révolution française de 1848, Lazare Hippolyte Carnot est nommé ministre de l'Instruction publique. Son projet, élaboré avec l'appui d'une Commission des études scientifiques et littéraires, prévoyait l'enseignement obligatoire pour les enfants des deux sexes, et une formation des instituteurs et institutrices pendant trois ans, aux frais de l'État. Si son projet mettait en avant l'école publique, il laissait une place à l'enseignement libre:198-200.
Après les Journées de Juin, Carnot, resté dans le ministère du général Cavaignac, tente de faire adopter son projet, mais, mis en minorité par l'Assemblée nationale constituante, il démissionne le 5 juillet. Son projet est mis de côté:290.
Le débat sur l'enseignement reprend à l'Assemblée nationale constituante, où siègent de nombreux républicains modérés et surtout les conservateurs du Parti de l'Ordre. Il porte sur l'article 9 de la Constitution, consacré à la liberté d'enseignement. Le député Charles de Montalembert décrit à cette occasion le monopole de l'Université comme un « communisme intellectuel » et estime l'enseignement comme « inférieur à celui de l'Ancien Régime ». Il demande la suppression de cet article qui, selon lui, semble concéder la liberté d'enseignement alors que d'après lui, elle « va de soi ». 
L'article 9 est maintenu et proclame que « L'enseignement est libre » tout en ajoutant que « La liberté d'enseignement s'exerce selon les conditions de capacité et de moralité déterminées par les lois, et sous la surveillance de l'État. Cette surveillance s'étend à tous les établissements d'éducation et d'enseignement, sans aucune exception. »
Après l'élection présidentielle de Louis-Napoléon Bonaparte, le nouveau ministre de l'Instruction publique, le comte Alfred de Falloux, catholique légitimiste du Parti de l'Ordre, retire officiellement le projet de Carnot le 4 janvier 1849 et dissout la Commission des études scientifiques et littéraires. Dans ses Mémoires, Falloux résume son programme politique : « Dieu dans l'éducation. Le pape à la tête de l'Église. L'Église à la tête de la civilisation ».

### Préparation et vote de la loi

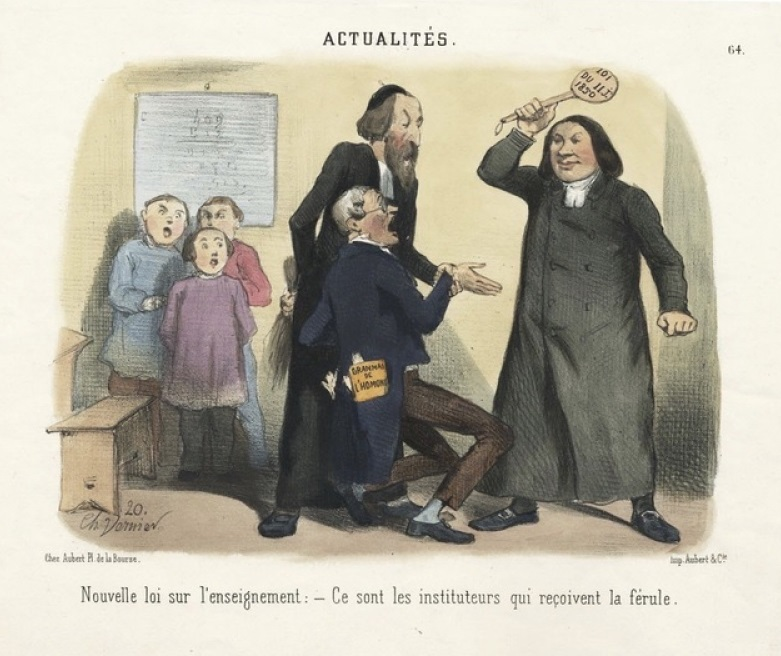
Nouvelle loi sur l'enseignement : — Ce sont les instituteurs qui reçoivent la férule.
Vêtus en ecclésiastiques, Alfred de Falloux et Charles de Montalembert s'apprêtent à bâtonner un instituteur.
Caricature de la « petite loi sur l'instruction » ou loi Parieu, estampe de Charles Vernier, 1850.

Falloux crée à son tour deux commissions, l'une sur l'enseignement primaire, l'autre sur le secondaire, qui fusionnent dès le 6 janvier. Composée de personnalités diverses mais majoritairement catholiques engagées, cette commission doit préparer une nouvelle loi mettant en œuvre la liberté d'enseignement prévue par la Constitution. S'y rencontrent, sous la présidence d’Adolphe Thiers, des catholiques (Monseigneur Sibour, l'abbé Félix Dupanloup ou Armand de Melun), des protestants (Cuvier), des universitaires (Victor Cousin, Saint-Marc Girardin). Si l'organisation de l'enseignement primaire est assez facilement adoptée, celle du secondaire suscite plus de débats, car une partie de la commission estime que les élèves du secondaire n'ont pas besoin d'être prémunis contre le socialisme.
Le projet de loi est finalement présenté à l'Assemblée le 18 juin 1849. Alfred de Falloux démissionne du ministère le 7 septembre, mais son projet est pris en compte par son successeur Félix Esquirou de Parieu.
Entretemps, il paraît urgent de prévoir un cadre pour mieux contrôler les instituteurs, qui se plaignent de leurs traitements peu élevés et pourraient gêner le gouvernement à la veille de nouvelles élections que l'on sent décisives. Le projet de loi générale sur l'instruction est donc temporairement délaissé au profit d'un texte destiné à simplifier la suspension et la révocation des instituteurs, texte qui est adopté en urgence le 11 janvier 1850 sous le nom de « petite loi sur l'instruction » ou de loi Parieu.
Le projet de loi vient en discussion le 14 janvier. Il fait l'objet d'importantes discussions, au cours desquelles Victor Hugo, pourtant élu avec le parti de l'Ordre, se fait remarquer en critiquant vivement l'influence du clergé catholique, qu'il juge excessive (intervention durant laquelle il prononce la phrase : « L’Église chez elle et l’État chez lui »). Henri Guillemin reprend cette critique et explique que sous couvert d'une loi d'enseignement, c'est en fait un objectif social qui est recherché. Après la répression des journées de juin, les classes populaires ont perdu le goût des revendications sociales mais il faut penser à l'avenir. L'avenir c'est la jeunesse et il faut donc éduquer la jeunesse afin qu'elle ne remette pas en cause l'ordre social établi. Le programme scolaire inclut désormais une éducation morale et religieuse qui doit enseigner aux enfants la résignation et le respect des hiérarchies sociales. De plus, la loi Falloux prévoit dans le conseil supérieur et dans les conseils secondaires la présence d'évêques ou de leurs délégués. Pour qualifier l'utilisation politique du clergé et des valeurs de la religion catholique par des athées, Guillemin parle de « cléricalisme sans dieu ».
Conformément à l'article 41 de la Constitution, la loi subit trois lectures, les 19 janvier et 26 février, puis le 15 mars, date à laquelle elle est finalement adoptée par 399 voix contre 237:423-4 (Républicains modérés et républicains radicaux).

## Principales dispositions

### Organisation administrative
Il existait déjà des académies depuis l'organisation de l'Université impériale en 1808. La loi Falloux en crée une dans chaque département, cela permet de décentraliser. Chaque académie est dirigée par un recteur assisté d'un conseil académique.
La loi Falloux réorganise par ailleurs le Conseil supérieur de l'instruction publique et les conseils d'académie. En particulier, elle accorde une large place aux représentants des différents cultes, en particulier du culte catholique. Au Conseil supérieur de l'instruction publique siègent huit membres de l'Université, sept représentants des cultes dont quatre catholiques, trois conseillers d'État, trois membres de l'Institut, trois membres de l'enseignement libre.

### Fonctionnement de l'enseignement primaire et secondaire
Avec cette loi, l'enseignement primaire et secondaire se trouve désormais partagé entre l'enseignement public, géré par les communes, les départements et l'État, et l'enseignement privé, dit « libre », dont les établissements sont gérés par des particuliers, des associations ou des congrégations.  Les maîtres sont formés dans des Écoles normales entretenues par les départements (qui peuvent les supprimer). Pour l'enseignement « libre », les congréganistes peuvent enseigner s'ils sont titulaires du baccalauréat, ou sont ministres d'un culte ou ont un certificat de stage. Pour les religieuses une simple lettre d'obédience de l'évêque suffit. Le traitement annuel est de 600 francs. Dans l'enseignement secondaire la liberté de l'enseignement est de mise. Un bachelier peut ouvrir une école et aucun titre n'est exigé des enseignants.
De fait, même si elle ne le dit pas officiellement, la loi vise surtout à autoriser l'enseignement catholique, dans les écoles primaires et les établissements secondaires. Elle donne une grande part à l'Église catholique romaine dans l'organisation de l'enseignement : les évêques siègent de droit au conseil d'académie, l'école est surveillée par le curé conjointement avec le maire. Un simple rapport du maire ou du curé peut permettre à l'évêque de muter un instituteur à sa guise. Les préfets peuvent révoquer les instituteurs.
La loi Falloux fixe également l'objectif d'une école primaire de filles dans chaque commune de plus de 800 habitants.

### Programmes scolaires
La loi fixe également le programme de l'école primaire. Celui-ci se divise entre un programme obligatoire et un programme laissé à l'appréciation de l'enseignant :
- le programme obligatoire comprend :
  - l'apprentissage de la lecture ;
  - l'apprentissage de l'écriture ;
  - l'apprentissage des rudiments du calcul ;
  - une éducation morale et religieuse ;
  - pour les filles seulement, les « travaux d'aiguille » ;
- le programme facultatif comprend :
  - l'histoire ;
  - les sciences naturelles ;
  - le chant ;
  - la gymnastique ;
  - le dessin.

Les écoles primaires supérieures créées par Guizot sous la monarchie de Juillet sont supprimées (les langues modernes et le commerce disparaissent alors des matières scolaires). Elles seront rétablies en 1852.

## Loi Falloux après 1850

### Réformes administratives
Peu après le coup d'État du 2 décembre 1851, un décret met fin à l'élection des membres des conseils de l'instruction, à l'exception des conseillers généraux dans les conseils académiques. Tous les autres membres sont nommés par le chef de l'État.
La loi du 14 juin 1854 met fin au système d'une académie dans chaque département. La carte des académies est réorganisée avec 16 académies seulement. Dans chaque académie, la loi installe un Inspecteur d'académie et un conseil départemental de l'Instruction publique. Le reste des dispositions de la loi Falloux est maintenu, y compris la compétence des conseils consultatifs.

### Années 1880: laïcisation, gratuité, obligation scolaire
Une série de lois, votées par la Troisième République dans les années 1880, vient abroger ou réformer, soit implicitement, soit explicitement, une bonne partie de la loi Falloux. La loi du 27 février 1880 sur les conseils académiques réorganise ces instances consultatives dans le sens de la laïcité en supprimant les représentants du clergé, à l'exception, au Conseil supérieur, des représentants des facultés de théologie catholique et protestante.
Les lois Jules Ferry (lois du 16 juin 1881 et du 28 mars 1882) remettent fortement en cause plusieurs éléments de la loi Falloux :
- la loi de 1881 prévoit la suppression de la rétribution scolaire : l'enseignement primaire devient gratuit, les frais devant être assumés par les communes et départements, au besoin par l'État ;
- celle de 1882 instaure l'obligation scolaire de 7 à 13 ans. Les programmes scolaires sont revus, avec la suppression de l'enseignement religieux et l'augmentation des disciplines obligatoires (ajout de la gymnastique, du dessin).

Quatre ans après, la loi Goblet du 30 octobre 1886 réécrit entièrement les dispositions sur l'enseignement primaire public et privé. L'article 61 abroge les titres Ier et II de la loi Falloux.

### Menacée mais finalement conservée
Dans les années 1890 et 1900, de nombreuses voix s'élevaient pour obtenir l'abrogation de la loi Falloux, qui continuait d'accorder une place à l'enseignement privé.
D'autres juristes et hommes politiques soutenaient qu'à la suite des dernières réformes, et notamment de la loi Goblet qui réorganisait largement la matière, la loi Falloux avait été implicitement abrogée.
C'est sans doute la raison pour laquelle une proposition de loi tendant à abroger la loi Falloux n'est finalement pas adoptée. Toutefois, en 1904, Émile Combes fait adopter une loi interdisant aux congrégations d'enseigner, y compris dans les écoles privées. Cette mesure aura pour effet de multiplier les « écoles privées laïques ».

### «Retour en grâce» de l'école privée

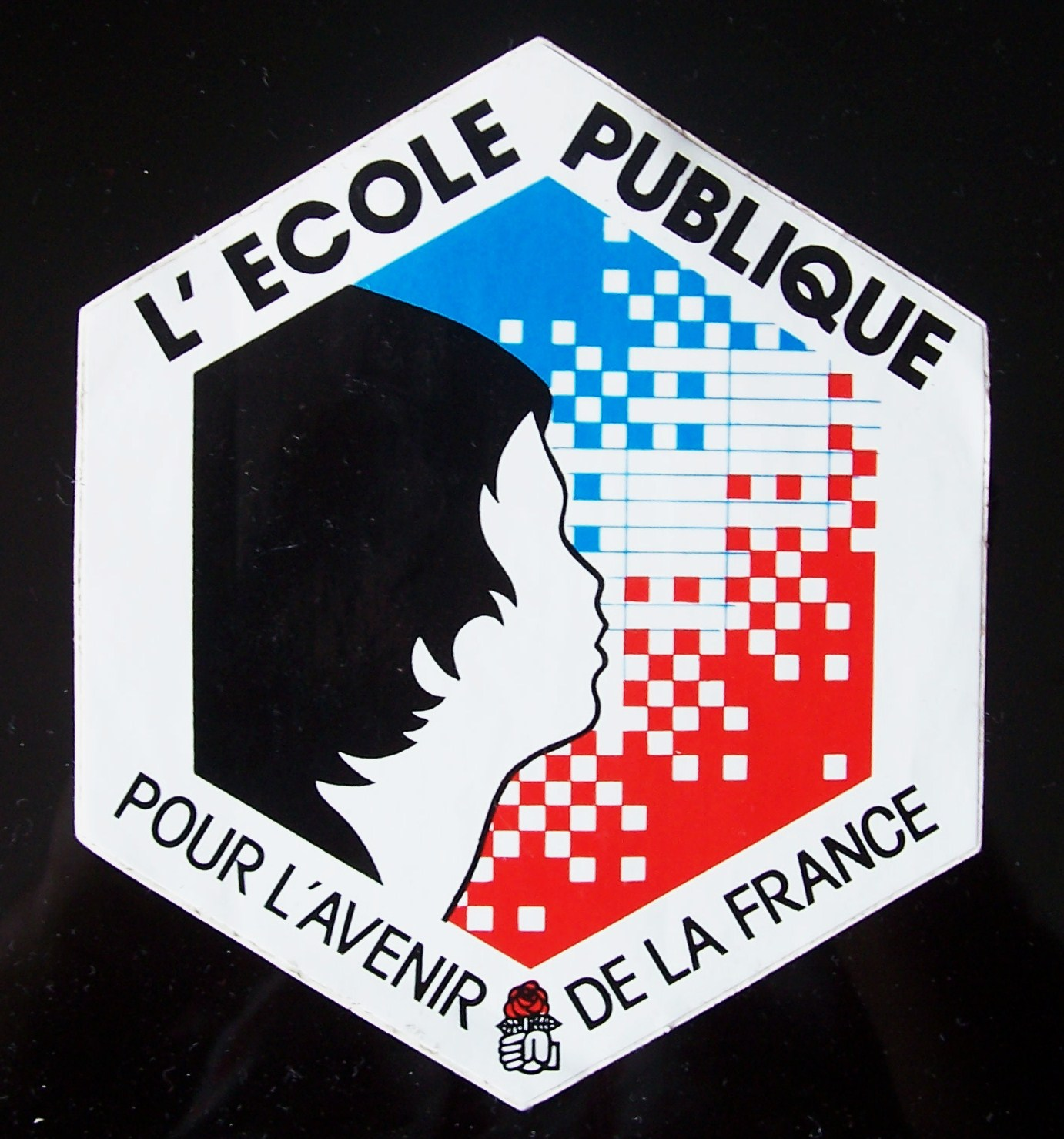
Autocollant édité par le PS lors des manifestations de janvier 1994.

Après plusieurs années de statu quo ante, l'enseignement privé revient en grâce auprès des gouvernements successifs. En particulier, le régime de Vichy autorise à nouveau les congrégations enseignantes et permet l'octroi d'importantes subventions aux établissements privés.
À la Libération, les subventions aux écoles privées cessent ; en revanche, le GPRF ne revient pas sur l'autorisation des congrégations.
Mais le gouvernement envisage d'aller plus loin en rémunérant les enseignants du privé, ce qui est finalement réalisé à travers la loi Debré (1959).
Devenu ministre de l'Éducation nationale du gouvernement Édouard Balladur, François Bayrou annonce en juillet 1993 sa volonté de revoir la loi Falloux. L'intérêt affiché est notamment d'améliorer la sécurité des bâtiments des écoles privées.
La réforme proposée passe finalement par une proposition de loi, déposée en octobre 1993 par le député Bruno Bourg-Broc. Cette proposition reçoit un accueil hostile des syndicats de l'enseignement laïc. La proposition est discutée au Parlement en juin, puis en décembre 1993 et adoptée le 14 décembre.
L'adoption de la loi suscite, le 16 décembre 1993, un important mouvement de grève dans l'enseignement public à l'initiative des organisations syndicales de l'enseignement public et du Comité national d'action laïque (CNAL), tandis que des parlementaires de gauche défèrent la loi devant le Conseil constitutionnel.
Le 13 janvier 1994, le Conseil constitutionnel rend sa décision. Considérant notamment qu'un financement plus libre des établissements privés par les collectivités territoriales est contraire au principe d'égalité et qu'il risquerait de mettre, dans certaines communes, les établissements privés dans une situation plus favorable que les écoles publiques, ce qui serait contraire à la laïcité en France, le Conseil constitutionnel déclare l'article 2 inconstitutionnel.
Malgré la décision du Conseil, la manifestation contre la loi, prévue le 16 janvier 1994, est maintenue et réunit à Paris environ un million de personnes selon les organisateurs (260 000 selon la police). La loi est promulguée le 21 janvier 1994 mais, privée de son article 2, elle est vidée d'une partie de son contenu. La décision du Conseil constitutionnel préserve donc la loi Falloux.

## Aujourd'hui
La loi Falloux est aujourd'hui formellement abrogée depuis seulement 2000, mais certains de ces articles ont été repris dans le Code de l'éducation. Il s'agit surtout des articles concernant l'enseignement privé, qui fixent ainsi : 
- les conditions d'ouverture des établissements privés d'enseignement ;
- le contrôle exercé sur ces établissements ;
- la discipline des maîtres de l'enseignement privé ;
- la compétence contentieuse des conseils d'académie ;
- les limites au financement des établissements privés par les collectivités territoriales.

Toutefois, les dispositions sur le contrôle administratif et sur la discipline des maîtres ne sont que partiellement applicables à l'enseignement dit « sous contrat » et ne concernent guère que l'enseignement dit « hors contrat ».
D'autre part, certains articles (en particulier l'article 23) sont encore en vigueur en Alsace et Moselle :  dans les trois départements, l'enseignement religieux  est considéré comme obligatoire, dans les écoles élémentaires publiques (dans les collèges et lycées, une disposition comparable découle de textes allemands de la période d'annexion de 1871 à 1918), d'un des quatre cultes « reconnus », catholique, réformé, de la confession d'Augsbourg et israélite.